# Clara et les Chics Types
Clara et les Chics Types è un film del 1981 diretto da Jacques Monnet.